# Xu Changquan
Xu Changquan (ur. 16 stycznia 1997) – chiński kolarz szosowy i torowy.
Xu jest medalistą mistrzostw Chin w kolarstwie torowym

## Rankingi

### Kolarstwo szosowe
| Rok           | 2020  | 2021 | 2022 | 2023  |
| ------------- | ----- | ---- | ---- | ----- |
| World Ranking | 2073. | -    | -    | 2407. |
| UCI Asia Tour | 171.  | -    | -    | -     |
|               |       |      |      |       |
| Źródło: UCI   |       |      |      |       |